# Emilio Largo
Emilio Largo es el nombre de un personaje ficticio que aparece en la película Thunderball de la serie de James Bond. Este personaje es interpretado por el actor Adolfo Celi. 

## Historia
Emilio Largo es el número dos de la organización criminal SPECTRE y es el encargado de realizar el robo de dos bombas atómicas a la OTAN para chantajear al mundo. Para ello utilizará un barco de nombre Disco Volante que posee unas particulares características. El agente James Bond (Sean Connery) será el responsable de evitarlo haciendo caer en sus brazos a la novia de Largo, de nombre Dominó Derval (Claudine Auger).

## Planes
Los planes de Largo en Thunderball eran en la época únicos e ingeniosos, como el robo por mar de dos armas nucleares a la OTAN, las cuales luego usaría para tomar de rehén al mundo al amenazar con detonar las dos armas en Inglaterra y Estados Unidos, a menos que paguen 100 millones de libras inglesas. Este plan fue usado infinidad de veces desde de que se usó en Thunderball y fue incluso parodiado en la serie de películas de Austin Powers (a su vez una parodia de James Bond).

## Secuaces
- Vargas
- Janni
- Count Lippe
- Fiona Volpe
- Colonel Jacques Bouvar
- Ladislav Kutze
- Angelo Palazzi
- Quist